# Elefántcsontpart zászlaja
Elefántcsontpart zászlaja a francia tricolore mintájára készült. 
A narancsszín az északi szavannákat és a nemzeti haladás szellemét szimbolizálja. A zöld szín a déli erdőségeket jelképezi, illetve azt a reményt, hogy a természeti erőforrásokra alapozva szebb jövő vár az országra. A fehér az ég és a tisztaság színe, illetve az ország északi és déli részének egységét jelképezi.